# Letogenes
Letogenes é um gênero de traça pertencente à família Agonoxenidae.